# Lisnagarvey HC
Lisnagarvey Hockey Club is een Ierse hockeyclub uit Hillsborough.
Lisnagarvey is de succesvolste Ierse hockeyclub als het gaat om bij elkaar gespeelde prijzen sinds het bestaan van de club.
De club speelt bij de heren en de dames in de hoogste Ierse divisie en op meerdere Europacup toernooien actief geweest.
- Irish Senior Cup
  - 1924/25, 1926/27, 1944/45, 1945/46, 1950/51, 1951/52, 1957/58, 1959/60, 1965/66, 1969/70, 1970/71, 1987/88, 1988/89, 1989/90, 1990/91, 1991/92, 1992/93, 1993/94, 1996/97 , 2002/03, 2004/05
  - Gedeeld: 1940/41, 1961/62

- Irish Junior Cup
  - 1954/55, 1955/56, 1957/58, 1958/59, 1959/60, 1961/62, 1962/63, 1966/67, 1969/70, 1971/72, 1972/73, 1973/74, 1976/77, 1986/87, 1989/90, 2002/03, 2010/11

- Ulster Senior League
  - 1924/25, 1933/34, 1937/38, 1938/39, 1944/45, 1949/50, 1950/51, 1951/52, 1952/53, 1953/54, 1954/55, 1959/60, 1960/61, 1964/65, 1965/66, 1969/70, 1971/72, 1976/77, 1977/78, 1980/81, 1989/90, 1990/91, 1991/92, 1993/94, 1994/95, 1996/97, 1998/99, 1999/00, 2000/01, 2001/02, 2010/11